# Novialoidea
Los novialoideos (Novialoidea, nombre que significa "alas nuevas") son un clado extinto de pterosaurios macronicópteros que vivieron entre el final del Jurásico Inferior hasta el Cretácico Superior (Toarciano a Maastrichtiense) en todos los continentes excepto la Antártida. Fue nombrado por Alexander Wilhelm Armin Kellner en 2003 como un taxón basado en nodos consistente en el último ancestro común de Campylognathoides, Quetzalcoatlus y todos sus descendientes. El nombre se deriva del latín novus "nuevo", y ala, en referencia a las sinapomorfias del ala que poseen los miembros del clado. Unwin (2003) nombró a Lonchognatha en la misma edición de la publicación en que se publicó a Novialoidea (Geological Society of London, Special Publications 217) y lo definió como el clado consistente de Eudimorphodon ranzii, Rhamphorhynchus muensteri, su más reciente ancestro común y todos sus descendientes (como un taxón basado en nodos). Bajo los análisis filogenéticos de Unwin y Kellner (en lo que Eudimorphodon y Campylognathoides forman una familia que es basal tanto de Rhamphorhynchus como de Quetzalcoatlus), y dado que Novialoidea fue nombrado primero (en las páginas 105-137, mientras que Lonchognatha fue denominado en las páginas 139-190), Lonchognatha serían un sinónimo más moderno objetivo del primero. Sin embargo, otros análisis han encontrado que Lonchognatha es válido (Andres et al., 2010) o es sinónimo de Pterosauria (Andres, 2010 y Andres, en prensa).